# Mate.Feed.Kill.Repeat.
Mate.Feed.Kill.Repeat. — перший запис американського метал-гурту Slipknot, випущений 31 жовтня 1996 року. Даний альбом прийнято рахувати не номерним, а демо-записом.

## Історія запису
Зібравшись у 1995 році, група Slipknot почала працювати над своєю музикою, і до 1996 року у групи набралося достатньо матеріалу.
Музиканти позичили в родичів і знайомих 30 000 доларів і самостійно записали і видали диск. Альбом вийшов невеликим тиражем — всього 1000 примірників. І поширювався підпільними шляхами. Але завдяки йому Slipknot стали більш відомими і навіть почали виїжджати на концерти в інші міста.
Під час того коли в січні група закінчувала мікшування, гітарист Донні Стилі покинув групу після кількох конфліктів. Його замінив гітарист Крейг Джонс, але незабаром він перейшов на семплінг і клавішні, оскільки був єдиним, хто вміє це робити, і його місце зайняв гітарист Мік Томпсон. Обидва практично не брали участь в записі диска, але на обкладинці диска вони записані як учасники.
Альбом був виданий на Хелловін 31 жовтня 1996. До альбому увійшли вісім пісень, а також прихований бонус-трек «Dogfish Rising». Диск вийшов дуже експериментальним. Як казали пізніше самі музиканти: «Ми грали не музику, а салат з музики».
13 липня 1997 альбом був перевиданий компанією -ismist Recordings.
Оскільки диск було видано маленьким тиражем, а група незабаром стала відомою, попит на альбом збільшувався. Незабаром він уже продавався на різних аукціонах за 350 доларів.
У 2002 році в інтерв'ю у Шона Креєна запитали, чи не збирається група перевидати альбом, на що він відповів:
"Не думаю, що найближчим часом … той матеріал ми записали в інший час, не з цим складом; треба питати дозвіл у маси народу, що грали тоді в Slipknot, причому з деякими говорити в принципі не хочеться. Крім того, видання зараз  Mate . Feed . Kill . Repeat . Реально може пару копійок принести. Але краще забути про ту програму і думати про майбутнє".

## Список композицій
| #     | Назва | Тривалість |
| ----- | --- | ---------- |
| 1.    | «Slipknot» | 6:55       |
| 2.    | «Gently» | 5:16       |
| 3.    | «Do Nothing/Bitchslap» | 4:19       |
| 4.    | «Only One» | 2:33       |
| 5.    | «Tattered & Torn» | 2:35       |
| 6.    | «Confessions» | 5:05       |
| 7.    | «Some Feel» | 3:36       |
| 8.    | «Killers Are Quiet» (Пісня «Killers Are Quiet» закінчується на 10:25, потім слідують 05:10 хвилин промислових звуків, на відмітці 15:35 знаходиться прихований трек «Dogfish Rising») | 20:42      |
| 51:01 | |            |